# Elecciones municipales de Ica de 1980
Las elecciones municipales de Ica de 1980 se llevaron a cabo el 23 de noviembre de 1980 para elegir al alcalde y al Concejo Provincial de Ica para el periodo 1981-1983. La elección se celebró simultáneamente con elecciones municipales en todo el país.

## Sistema electoral
La Municipalidad Provincial de Ica es el órgano administrativo y de gobierno de la provincia de Ica. Está compuesta por el alcalde y el Concejo Provincial.
La votación del alcalde y el concejo se realiza en base al sufragio universal, que comprende a todos los ciudadanos nacionales mayores de dieciocho años, empadronados y residentes en la provincia de Ica y en pleno goce de sus derechos políticos, así como a los ciudadanos no nacionales residentes y empadronados en la provincia de Ica.
El Concejo Provincial de Ica está compuesto por 19 regidores elegidos por sufragio directo para un período de tres (3) años, en forma conjunta con la elección del alcalde (quien lo preside). La votación es por lista cerrada y bloqueada. Se asigna a la lista ganadora los escaños según el método d'Hondt.

## Partidos y candidatos
A continuación se muestra una lista de los principales partidos y alianzas electorales que participaron en las elecciones:
| Candidatura | Candidatura | Partidos y alianzas | Candidatos | Candidatos                 | Ideología                                               | Ref. |
| ----------- | ----------- | --- | ---------- | -------------------------- | ------------------------------------------------------- | ---- |
|             | APRA        | Lista - Partido Aprista Peruano (APRA) |            | Carlos Iparraguirre Guerra | Aprismo                                                 |      |
|             | AP          | Lista - Acción Popular (AP) |            | José Barco Massa           | Humanismo Nacionalismo cívico Reformismo                |      |
|             | PPC         | Lista - Partido Popular Cristiano (PPC) |            | Pedro Gotuzzo Fernandini   | Conservadurismo social Humanismo Democracia cristiana   |      |
|             | IU          | Lista - Izquierda Unida (IU) – Unión de Izquierda Revolucionaria (UNIR) – Unidad Democrático Popular (UDP) – Partido Socialista Revolucionario (PSR) – Partido Comunista Revolucionario (PCR) – Partido Comunista Peruano (PCP) – Frente Obrero Campesino Estudiantil y Popular (FOCEP) |            | Alaín Elías Caso           | Marxismo-leninismo Mariateguismo Socialismo democrático |      |

## Resultados

### Sumario general
|                        |                                 |              |              |              |           |           |
| Partidos y coaliciones | Partidos y coaliciones          | Voto popular | Voto popular | Voto popular | Regidores | Regidores |
| Partidos y coaliciones | Partidos y coaliciones          | Votos        | %            | ±pp          | Total     | +/−       |
|                        | Acción Popular (AP)             | 19,829       | 34.55        | n/a          | 7         | n/a       |
|                        | Izquierda Unida (IU)            | 13,946       | 24.30        | n/a          | 5         | n/a       |
|                        | Partido Aprista Peruano (APRA)  | 13,834       | 24.10        | n/a          | 4         | n/a       |
|                        | Partido Popular Cristiano (PPC) | 9,785        | 17.05        | n/a          | 3         | n/a       |
|                        |                                 |              |              |              |           |           |
| Total                  | Total                           | 57,394       |              |              | 19        | n/a       |
|                        |                                 |              |              |              |           |           |
| Votos válidos          | Votos válidos                   | 57,394       | 95.38        | n/a          |           |           |
| Votos en blanco        | Votos en blanco                 | 1,097        | 1.82         | n/a          |           |           |
| Votos nulos            | Votos nulos                     | 1,681        | 2.79         | n/a          |           |           |
| Votos emitidos         | Votos emitidos                  | 60,172       | 70.61        | n/a          |           |           |
| Abstenciones           | Abstenciones                    | 25,042       | 29.39        | n/a          |           |           |
| Votantes registrados   | Votantes registrados            | 85,214       |              |              |           |           |
|                        |                                 |              |              |              |           |           |
| Fuente:                |                                 |              |              |              |           |           |

## Elecciones municipales distritales

### Resultados por distrito
La siguiente tabla enumera el control de los distritos de la provincia de Ica.
| Distrito                | Alcalde(sa) electo(a)         | Partido político | Partido político        |
| ----------------------- | ----------------------------- | ---------------- | ----------------------- |
| La Tinguiña             | José Bendezú Matta            |                  | Acción Popular          |
| Los Aquijes             | Rosa Zárate Sánchez           |                  | Partido Aprista Peruano |
| Pachacútec              | José Chacaliaza Torres        |                  | Partido Aprista Peruano |
| Parcona                 | Alejandro Pimentel de la Cruz |                  | Acción Popular          |
| Pueblo Nuevo            | Ismael Anicama Torres         |                  | Partido Aprista Peruano |
| Salas                   | José Peña Ramos               |                  | Partido Aprista Peruano |
| San José de los Molinos | José Mendoza Cajo             |                  | Partido Aprista Peruano |
| San Juan Bautista       | José Rosas Pineda             |                  | Acción Popular          |
| Santiago                | Víctor Echegaray Ramos        |                  | Izquierda Unida         |
| Subtanjalla             | Ambrosio Cavero Donayre       |                  | Izquierda Unida         |
| Tate                    | Juan Hernández López          |                  | Partido Aprista Peruano |
| Yauca del Rosario       | Pedro Gamonal Gerónimo        |                  | Acción Popular          |